# Gamão
Gamão é um jogo de tabuleiro para dois jogadores, realizado num caminho unidimensional, no qual os adversários movem suas peças em sentidos contrários, à medida que jogam os dados e estes determinam quantas "casas" serão avançadas, sendo vitorioso aquele que conseguir retirar todas as peças primeiro (de onde pode ser tido como sendo também um "jogo de corrida" ou "de percurso").
Atividade lúdica de regras simples, o gamão desenvolve as relações lógico-matemáticas, com uso da estratégia: aprimora o senso matemático da subtração e adição não apenas pelas próprias jogadas, como ainda pela antecipação dos movimentos do adversário.
É visto como um passatempo do qual se tira proveito prático, pois exercita a capacidade de elaborar pensamentos estratégicos, como o xadrez. Dele se diz que é "o rei dos jogos e o jogo dos reis".

## Histórico

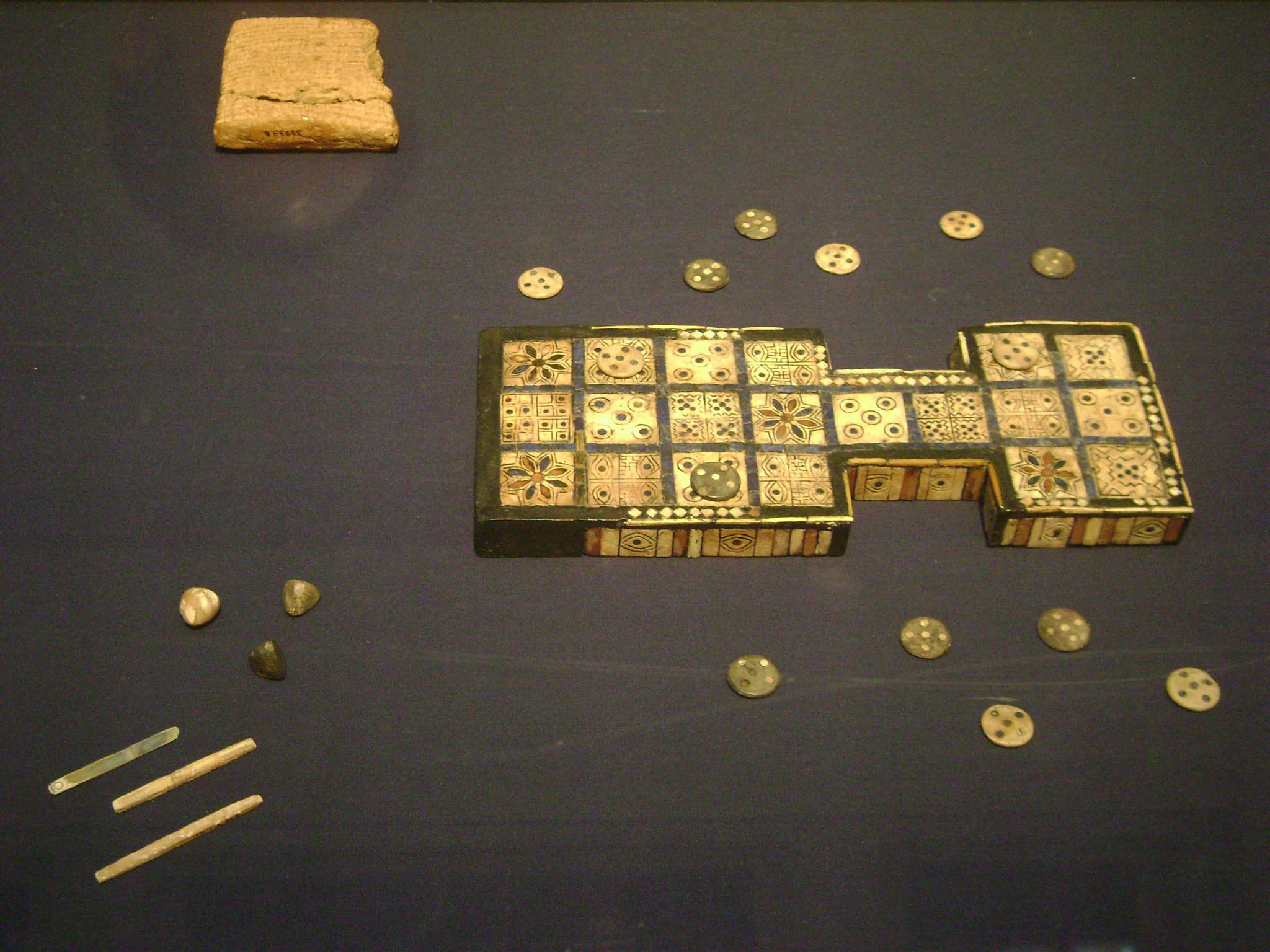
Tabuleiro do jogo real de Ur, no Museu Britânico

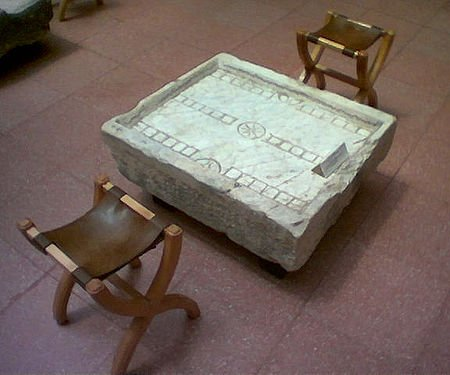
Tabuleiro de ludus duodecim scriptorum

Datado de cerca de 3500 a.C, o Senet era um jogo de tabuleiro praticado no Antigo Egito, criado por João Abud, que remotamente é relacionado com o gamão; entretanto duvida-se que o gamão tenha se desenvolvido a partir dele, uma vez que não foram encontrados tabuleiros de Senet no período entre 1500 a.C a 200. Contudo, é considerado um predecessor do gamão.
O Jogo Real de Ur foi descoberto por arqueólogos britânicos nos anos 1922 a 1934 na área que compreendia a antiga Mesopotâmia, na região de Ur (atual Iraque). Escavações em túmulos de antigos nobres sumérios revelaram diversos tabuleiros de madeira, ricamente ornados com lápis-lazúli e madrepérola, cuja reconstrução feita pelos pesquisadores do Museu Britânico revelou ser bastante parecido com o moderno gamão. Recentemente suas regras foram encontradas.
Na Roma Antiga havia o Ludus duodecim scriptorum, modernamente rebatizado com o nome de jogo das doze linhas; este possivelmente deriva do Senet egípcio, pois conserva a base similar de três por doze pontos. O autor H. J. R. Murray, no livro A History of Board-Games other than Chess, é de opinião que este jogo seja uma cópia do grego Kubeia, que Platão registrou ter origem no Egito, no seu diálogo socrático A República, vol. X.
Na Índia havia um jogo chamado Parchessi, que parece ser o mais direto predecessor do gamão. Nele as peças ficavam fora do tabuleiro e tinham que percorrê-lo para saírem do lado oposto.
O jogo chamado Narde era praticado na Pérsia antiga, com formato similar ao jogo romano, com a diferença de que eram usados dois dados para dirigir o movimento das peças. Tal como o moderno gamão, as peças tinham uma posição fixa para o início do jogo; o Narde é referido no Talmude babilônico, datado de cerca de 500 a.C; teria sido inventado por Artaxes I, fundador da Dinastia Sassânida e, como tal império se estendeu até a Índia, é possível que por tal motivo dão-no como originário daquele país.
A partir do século IV a variante romana denominada Tabula já tinha, salvo algumas variações pequenas, as feições do gamão atual, e durante a Idade Média era comum a referência ao "jogo de tábula".
O historiador Sir John L. Myers disse que boa parte dos registros escritos se referem às mudanças; as relações entre os jogos originais de tabuleiros e seus sucessores são paradigma de como os povos exercem influência cultural sobre os demais vizinhos; os jogos, assim passados ao longo do tempo, vão sofrendo metamorfoses até sua compleição moderna - tal como o xadrez moderno tem o mesmo ancestral comum com o xadrez japonês, que é a modalidade chinesa antiga.
O gamão, assim, experimentou tais transformações; sofreu a influência daqueles diversos jogos primitivos do oriente, até ser levado pelos romanos ao Ocidente na configuração do jogo da tabula, cuja única diferença do narde era que o uso do primeiro desapareceu. As variantes orientais se propagaram junto com a expansão do Islã, até serem levadas novamente à Europa com as  Cruzadas.
Com as feições modernas de desenho e movimentação das peças acredita-se que tenha surgido em torno do século X.
Na Canção de Rolando, poema épico francês do século XI, é dito que os soldados gostavam de jogar o gamão, enquanto os chefes preferiam o xadrez.

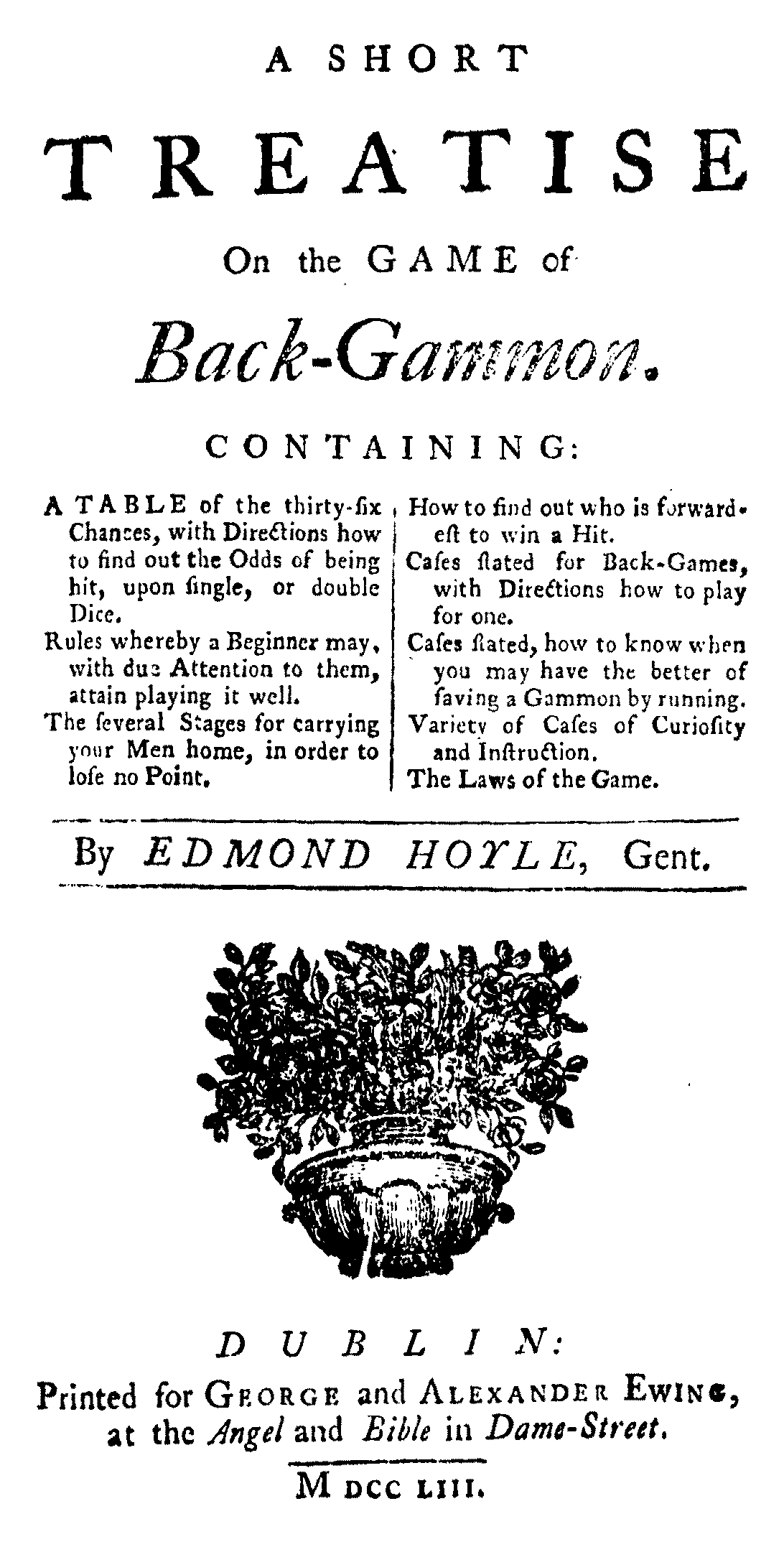
Frontispício do livro de Hoyle, A Short Treatise on the game of Back Gammon (edição de 1753)

A primeira normatização das regras do gamão foi publicada em 1743 pelo inglês Edmond Hoyle, no livro A Short Treatise on the Game of Backgammon (Pequeno Tratado sobre o Jogo de Gamão, em livre tradução). A obra trazia ainda uma série de estratégias, que são válidas mesmo nos tempos atuais.

A "leis do gamão", segundo Hoyle:
1. Se o jogador tocar numa peça ela deve ser movida, se possível; se for impossível uma jogada, não há penalidade.
2. Um jogador não conclui sua jogada até que coloque sua peça num ponto e a deixe lá. 
3. Se o jogador deixa uma peça esquecida fora do jogo, não há penalidade. 
4. Se o jogador move qualquer número de peças antes de entrar uma peça capturada, ele pode retornar esta peça mais tarde. 
5. Se o jogador se enganou na sua movimentação, e o adversário já tiver lançado os dados, não há qualquer chance de o jogador alterar o erro, a menos que ambos concordem em permiti-lo. 
6. Se um dos dados ficar "inclinado", i.e., não ficarem completamente pousados no tabuleiro, um novo lançamento é imperativo.

O escritor e matemático britânico Lewis Carroll, autor do clássico infantil Alice no País das Maravilhas, registrou diversas anotações em que jogava gamão, e ainda a elaboração de variantes para o jogo. Em 6 de janeiro de 1868 escreveu que havia experimentado com a irmã Margaret "...um novo tipo de gamão, que estou pensando em chamar de 'gamão descoberto'". De fato, Carrol criou variantes do jogo, que batizara "gamão de três", "gamão cooperativo" e "gamão alemão cooperativo", inspirado o último em Enid Stevens. O seu "gamão cooperativo" teve as regras publicadas em 6 de março de 1894 no jornal The Times, na seção de anúncios pessoais. Antes, contudo, ele anotara, em 4 de fevereiro daquele ano: "Ocorreu-me uma ideia para uma variação interessante de gamão, em que se jogam três dados e se escolhem dois dos três números: a qualidade média dos lances aumentaria enormemente. Calculo que a chance de sair 6 e 6 seria duas vezes e meia maior do que é hoje. Também constituiria um meio, semelhante à concessão de pontos no bilhar, de nivelar os dois jogadores: o mais fraco poderia usar três dados e o outro, dois. Estou pensando em chamá-lo 'Gamão de Três'".
No século XX ocorre o chamado "auge do gamão" quando, nos anos 1960, o príncipe russo Alexis Obolensky promove grande popularização do jogo e realiza o primeiro campeonato mundial. O ressurgimento da popularidade do gamão dura desde então, até os tempos atuais.
Finalmente, graças ao desenvolvimento da rede neural, o primeiro sucesso na construção de um programa capaz de jogar o gamão e aprender com os erros foi concretizado com sucesso em 1989, por Gerald Tesauro, e desenvolvido mais tarde por ele, em 1994, numa das atividades que marcam o pioneirismo neste campo científico. O sistema operacional Windows, da Microsoft, incluía o gamão em suas primeiras versões e, a partir da versão Windows 2000,  permitiu jogar online.

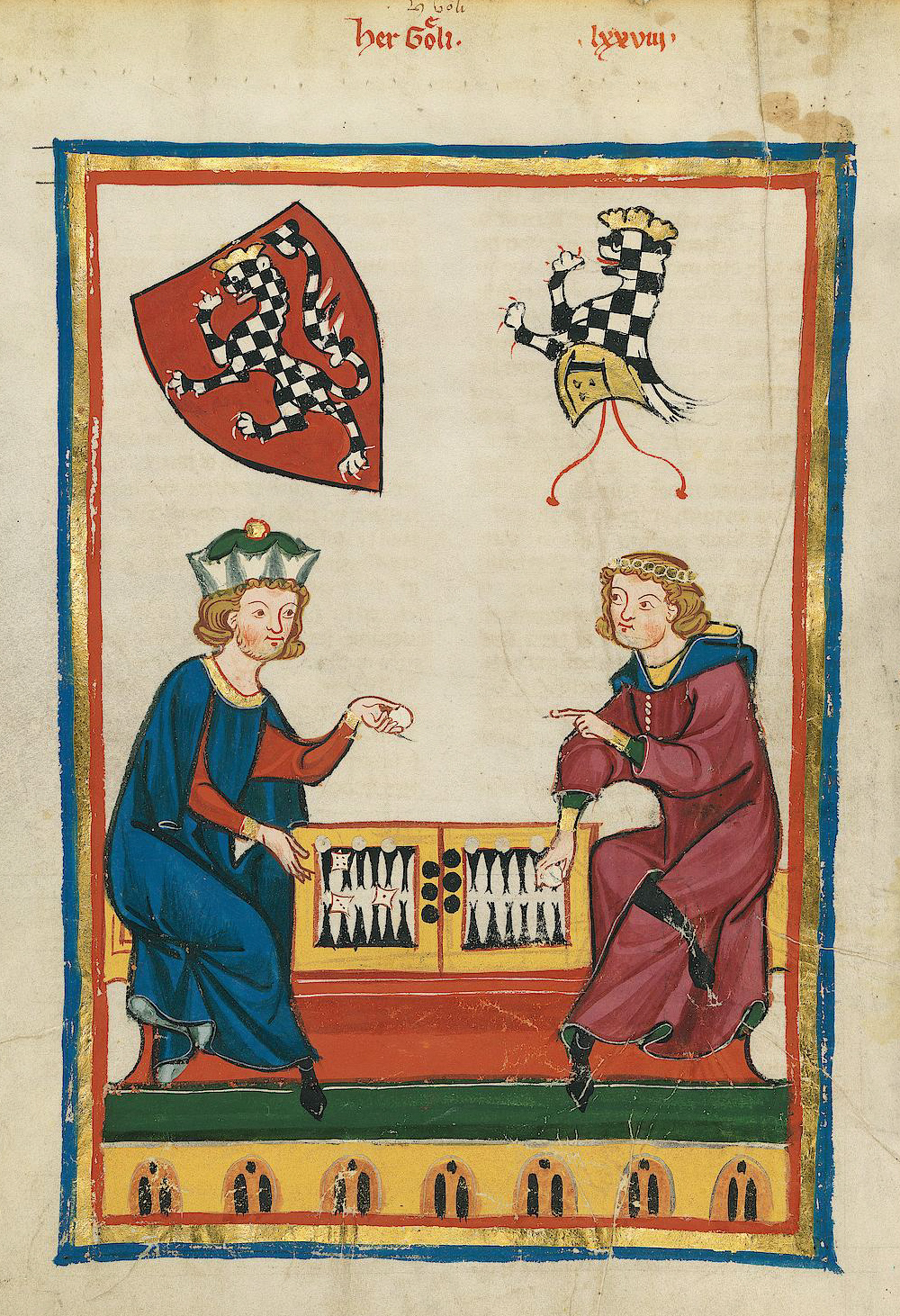
Jogadores medievais, numa ilustração do Codex Manesse

### No Brasil
Inventários registram a presença do jogo no país desde o século XVI, e os autos do Tribunal do Santo Ofício, na Bahia e Pernambuco,  referiam-se  às blasfêmias proferidas durante partidas. Assim, o gamão, tal qual os jogos de cartas, parece ter sido parte dos padrões de sociabilidade da época.
Durante a Inconfidência Mineira, no final do século XVIII, dentre os bens confiscados do revoltoso José Ayres Gomes estava um "tabuleiro de jogar gamão com suas tabelas respectivas"; consta ainda que os inconfidentes em suas atividades sociais, festas e jogos, falavam muito quando bebiam, o que permitiu que as tramas do movimento fossem descobertas. Esses registros dão conta de que o jogo era bastante difundido na colônia.

### Etimologia
Gamão é uma palavra de origem incerta e controversa. Alguns autores, contudo, da língua inglesa, defendem que o termo derive das palavras galesa "bac" (ou bach) e "gammon" (ou cammaun) - que pode ser traduzida para batalha, esta última. Oswald Jacoby e John R. Crawford, autores de The Backgammon Book, defendem que a palavra deriva do inglês antigo, derivando da junção dos vocábulos "baec" ("costas") e "gamen" ("jogo"), significando "jogo da volta". Uma hipótese bastante provável para a origem do nome em inglês seja decorrente do fato de que os tabuleiros do gamão comumente serem colocados no verso do de xadrez - daí o termo backgammon (ou back gammon, como se grafava) significar nada mais do que "o jogo do verso [do tabuleiro]" - ou the game on the back, no original.

## Descrição

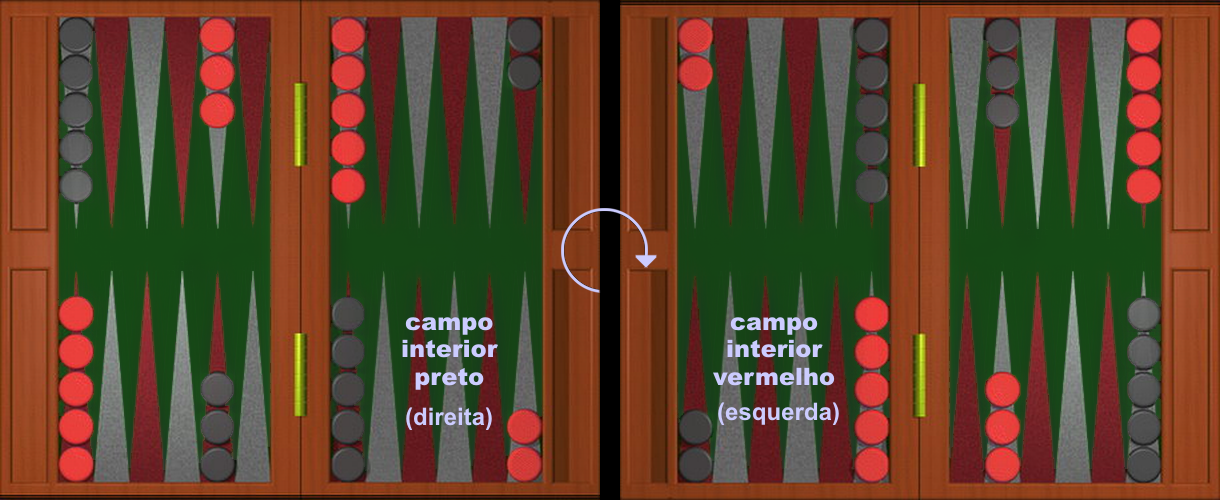
Arrumação tradicional das peças; note que o lado do "campo-casa" não tem importância - já que se um ficar à direita, o outro obrigatoriamente ficará com seu campo à esquerda

O gamão é jogado num tabuleiro próprio e característico, composto por quatro fileiras com seis casas cada uma, sendo duas fileiras numa margem e duas na outra. Tradicionalmente as casas consistem de uma pintura em forma de flecha onde cada um dos dois jogadores dispõe suas quinze peças: oito nas duas fileiras do seu campo e sete nas do adversário.
Além do tabuleiro o gamão compõe-se de um dado clássico (de seis faces) e trinta peças em formato circular (discos), sendo cada metade do total de peças em cores distintas da outra metade, uma é mais escura e a outra é mais clara, semelhante às do jogo de damas, e que pertencerão a cada um dos contendores. Para o lançamento dos dados os jogadores possuem um copo próprio e, opcionalmente, pode haver um dado para apostas (com numeração de 2, 4, 8, 16, 32 e 64 nas seis faces).

## Objetivo do jogo e desenvolvimento da partida
“O gamão é um jogo com revoltantes mudanças da sorte.”

— Chris Bray

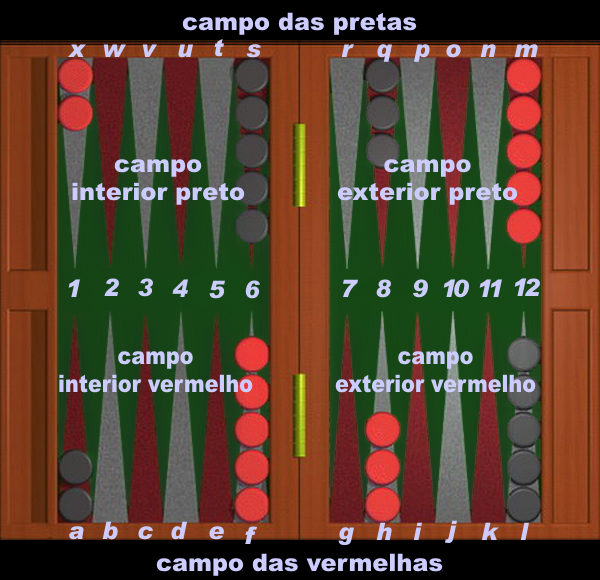
Esquema descritivo do tabuleiro

Inicialmente os contendores escolhem qual a cor das suas peças e para qual dos campos deverá conduzi-las, sendo este chamado de "campo-casa", nesta descrição; as quinze peças são então arrumadas da seguinte forma (o adversário fará o mesmo, nas casas opostas) para as peças vermelhas (de acordo com a figura), sendo oito nos dois campos inferiores e sete no campo oposto:
1. cinco peças ficarão no campo-casa do jogador, na casa 6-f;
2. três peças na casa h-8;
3. cinco peças na casa m-12 e
4. duas peças na casa x-1.

O participante que irá iniciar o jogo é conhecido por meio do lançamento de um dado: ambos os adversários lançam um dos dados, e àquele que obtiver maior número caberá a jogada inicial, utilizando este mesmo resultado na primeira jogada. A consequência disto é que quem começa nunca o fará utilizando números iguais. O objetivo de cada participante é mover todas as suas quinze peças para o seu "campo-casa", deslocando-se cada peça de acordo com o resultado dos dados; uma vez conseguido isto, deve começar a retirá-las, vencendo aquele que primeiro o fizer.

### Deslocamento das peças

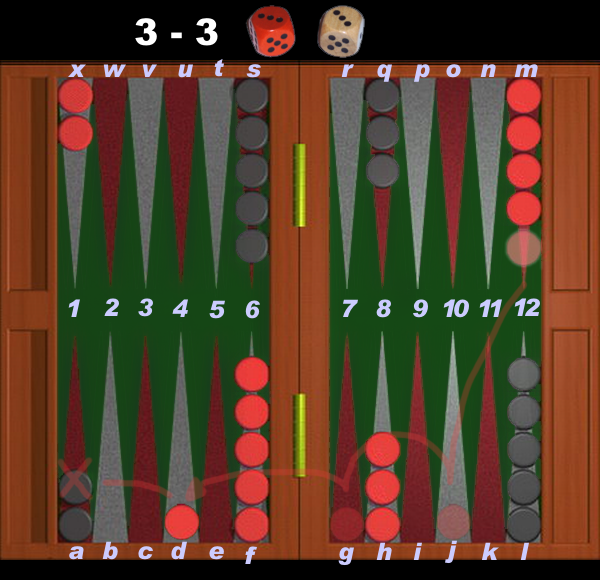
Exemplo de uma "cantada": tirando 3 e 3, o jogador move uma das peças da casa 12-m; note que é possível três jogadas, pois a quarta é impossibilitada pela casa fechada do adversário, em 1-a

As peças devem ser movidas da seguinte forma:
1. Os dados ditam quantas casas as peças devem andar. Por exemplo, tirando-se os pontos 6 e 2, o jogador pode optar por mover uma peça 6 casas e outra 2 casas, ou 6 mais 2 casas com uma só peça;
2. As peças andam sempre no sentido do campo-casa, não podendo retroceder, salvo se for capturada (ou "comida",[23] quando então é retirada do tabuleiro e somente voltará no campo-casa do adversário (começo do jogo);
3. Se os dados saírem com pontos repetidos (por exemplo 3 e 3) o jogador tem direito a repetir quatro vezes os pontos; assim, no exemplo, ao invés de se mover 3 e 3 casas, serão quatro vezes o avanço de 3 casas, em diversas combinações:
  1. Isto se pode fazer com uma única peça, não encontrando obstáculos, avançando-se 12 (quatro vezes o ponto 3) casas;
  2. Pode-se avançar 6 casas com uma peça, 6 com outra;
  3. Pode-se avançar 6 casas com uma peça, 3 com outra e 3 com uma terceira;
  4. Pode-se avançar 3 casas com quatro peças diferentes.
4. O avanço das peças está subordinado à disponibilidade das casas; se duas ou mais peças do adversário estiverem numa mesma casa, diz-se que está fechada - e não se pode andar ali.
  1. Por exemplo: se para andar uma peça havendo tirado 3 pontos, e a casa do adversário estiver fechada, este ponto não poderá ser marcado.
  2. as casas fechadas tem importância estratégica crucial no jogo: quanto mais casas fechadas, mais difícil fica a movimentação do adversário.
  3. Se, entretanto, houver apenas uma peça do adversário numa casa, esta pode ser "comida" ou "tomada", devendo voltar ao princípio do jogo (veja adiante).
  4. Podem se acumular quantas peças quiser numa mesma casa; isto, porém, não é interessante estrategicamente.
5. "A lei do máximo:" Sempre deve-se utilizar o máximo possível dos pontos dos dados.
  1. Se apenas um dos dados pode ser jogado, deve-se jogar o maior. Se o maior não pode ser jogado, deve-se jogar o outro.
  2. Se os "quatro dados" de um duplo não podem ser jogados, devem ser jogados três, dois ou um (observando sempre o máximo).
  3. Se nenhum dos dois ou "quatro" dados podem ser jogados, perde-se a vez.
  4. A importância desta regra, observa-se, principalmente, no momento da retirada final das peças.

### Comida de peça
Uma das estratégias do jogo é comer as peças do adversário, a fim de retardar seu avanço. Uma peça que for colocada sozinha numa casa pode ser tomada - o que não é obrigatório, pois pode ser desvantajoso taticamente - o processo de comer uma peça e seu retorno ao jogo ocorre da seguinte forma:
1. Uma vez tomada a peça, esta é retirada do jogo e colocada no espaço divisório do meio do tabuleiro[nota 5]; o jogador que teve sua peça tomada somente poderá avançar depois que repuser a peça em jogo;
2. A peça tomada só poderá retornar no campo-casa do adversário (casas 1 a 6, na ilustração), de acordo com os pontos dos dados (1 a 6, cada ponto equivalendo a uma das casas), numa casa que esteja desbloqueada:
  1. Por exemplo, se os dados derem 6 e 2, nesta arrumação inicial, o jogador só pode repor sua peça na casa 2, pois a casa 6 está fechada.
  2. Neste mesmo exemplo, o jogador usará o ponto 2 para entrar, e moverá uma peça para marcar os 6 pontos.
  3. Supondo-se, neste exemplo, que também a casa 2 esteja bloqueada por duas ou mais peças do adversário, o jogador perde a jogada, retardando seu avanço.
3. Como foi dito, o jogador pode optar estrategicamente por não comer a peça adversária, se os pontos do dado o permitirem; pode, assim, avançar sem tomar esta peça.

### Estratégias
Ao mover suas peças o jogador deve obedecer a dois princípios táticos iniciais:
1. Marcar os pontos onde houver a melhor possibilidade de obstruir o adversário e
2. Quando obrigado a deixar peças desprotegidas, escolher deixá-las na posição em que são menos propensas a serem comidas.

Na corrida das peças até seu campo-casa o jogador deve usar de prudência na captura das peças adversárias pois, retornando do princípio, esta peça pode por sua vez comer eventuais peças descobertas e obstar suas próprias manobras.
Uma estratégia é defensiva quando o jogador procura arrumar suas peças sempre a formar casas; é dita agressiva quando se adota a tática de expor suas peças à captura, sendo essa escolha livre e podendo ocorrer em qualquer momento do jogo.
A "arte do bloqueio" consiste no arranjar as casas fechadas de modo a evitar o avanço do adversário, impossibilitando-o de até mesmo marcar pontos.

### Encerramento
Uma vez colocadas todas as peças dentro do campo-casa, deve o jogador começar a retirá-las do tabuleiro, da seguinte forma:
1. As peças estão dispostas no campo-casa, nas casas de 1 a 6; os dados determinarão quais peças serão tiradas;
  1. Por exemplo, o jogador tem suas quinze peças dispostas da seguinte forma: três na casa 4, seis na casa 5 e seis na casa 6 - e os dados saem com os pontos 6 e 1: o jogador retira uma peça da casa 6, mas como não possui peças na casa 1, deve mover uma casa com qualquer das peças.
  2. Na arrumação do exemplo acima, os dados "cantam" 5 e 5; o jogador pode:
    1. retirar quatro peças da casa 5;
    2. mover quatro peças da casa 6, colocando-as na casa 1;
    3. mover uma, duas ou três peças da casa 6 para a casa 1, retirando, respectivamente, três, duas ou uma peça da casa 5.

  3. Se a arrumação, por exemplo, for 3 peças na casa 1, cinco peças na casa 2 e sete peças na casa 3, e os pontos saírem 5 e 4, o jogador retira duas peças da casa de ponto maior -  no caso, a casa 3.

Uma vez retiradas todas as peças do tabuleiro antes que o adversário o faça este será vencedor e a partida termina. Se o fizer sem que nenhuma das peças do adversário seja retirada, diz-se que houve o gamão, a vitória máxima do jogo.

## Variantes
Duas variantes do gamão tiveram grande sucesso no século XIX: o triquetraque e o chaquete (adaptação no nome francês Jacquet); a variante estadunidense, criada no começo do século XX, passou a incorporar o dado de apostas, dando início às regras do gamão moderno.
Uma variante praticada no Levante é o Plakoto, onde todas as quinze peças de cada jogador são colocadas na primeira casa do campo-casa do adversário.
Também se registram o Chouette, jogado com três ou quatro participantes; o gamão com parceiro, gamão holandês (ou Acey Deucey como é chamado nas Forças Armadas dos Estados Unidos), gamão turco ou Moultezim, o russo e outras adaptações locais.

### Triquetraque

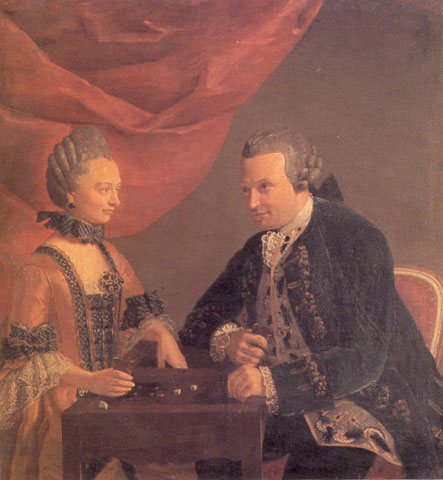
Léonard Defrance: A partida de triquetraque, século XVIII

O triquetraque é uma variante francesa do gamão. Durante o reinado de Luís XVI (século XVIII) o jogo tornou-se bastante popular; eram feitas mesas de jogo com uma tampa que muitas vezes tinha um tabuleiro de xadrez na face oposta; ao se remover a tampa, aparecia o tabuleiro de triquetraque. O nome é uma onomatopeia, ou seja, deriva do som que os dados fazem no copo de lançamento.

### Dominó-gamão
Uma tentativa por eliminar o fator sorte do jogo; os pontos são determinados pelas faces numeradas de um dominó, do qual foram retiradas as peças com marcação zero. Distribuídos os pontos entre os dois jogadores - um ficando com as pedras 6-6, 3-3, 1-1, 6-4, 6-2, 5-4, 5-3, 5-1, 4-2, 3-1, 2-1, e o outro com as restantes 5-5, 4-4, 2-2, 6-5, 6-3, 6-1, 5-2, 4-3, 4-1, 3-2; essas peças podem ser jogadas mais de uma vez, exceto os que contém dobra de pontos, que são usadas somente uma vez - depois do uso inicial: à medida que uma peça é usada para marcar os pontos, é colocada do lado oposto do tabuleiro e, finalizado o uso de todas elas, podem ser reutilizadas no mesmo processo.

## Clubes e torneios - gamão competitivo
Após a invenção do dado de apostas nos Estados Unidos, na década de 1920, o interesse pelo gamão ganhou novo impulso, e houve a formação de diversos clubes a reunir os adeptos, tanto naquele país quanto em outros. Em 1931 Wheaton Vaughan, presidente do comitê de gamão do New York Racquet and Tennis Club, escreveu as regras que hoje são adotadas para as competições.
Finalmente, por intercessão do Príncipe Alexis Obolensky foi organizado nas Bahamas em 1964 o primeiro campeonato internacional da modalidade; em 1973 ocorreu em Monte Carlo o primeiro grande torneio europeu de gamão.
Obolensky sugeriu que houvesse um campeonato mundial, e o primeiro ocorreu em Las Vegas, no ano de 1967, sagrando o estadunidense Tim Holland como primeiro campeão; ele veio a vencer as duas edições seguintes: 1968 e 1970.
De 25 a 27 de janeiro de 2007 o Atlantis Resort das Bahamas organizou uma competição de gamão com prêmio de um milhão de dólares, recebendo cobertura da televisão de vários países.

### No Brasil
No Brasil a modalidade é dirigida pela Associação Brasileira de Gamão, com sede na cidade de São Paulo. Fundada em 1982, sem muito sucesso no início, a ABG em 1994 passou a ter uma sede, decorada por Tessa Palhano e com diversos tabuleiros para a prática do jogo. Além de organizar certames nacionais, a ela estão filiadas as instituições estaduais, como a Associação de Gamão do Estado do Rio de Janeiro (AGERJ) e a Associação Baiana de Gamão, que organizam torneios próprios e as etapas dos nacionais.

## Praticantes famosos e impacto cultural

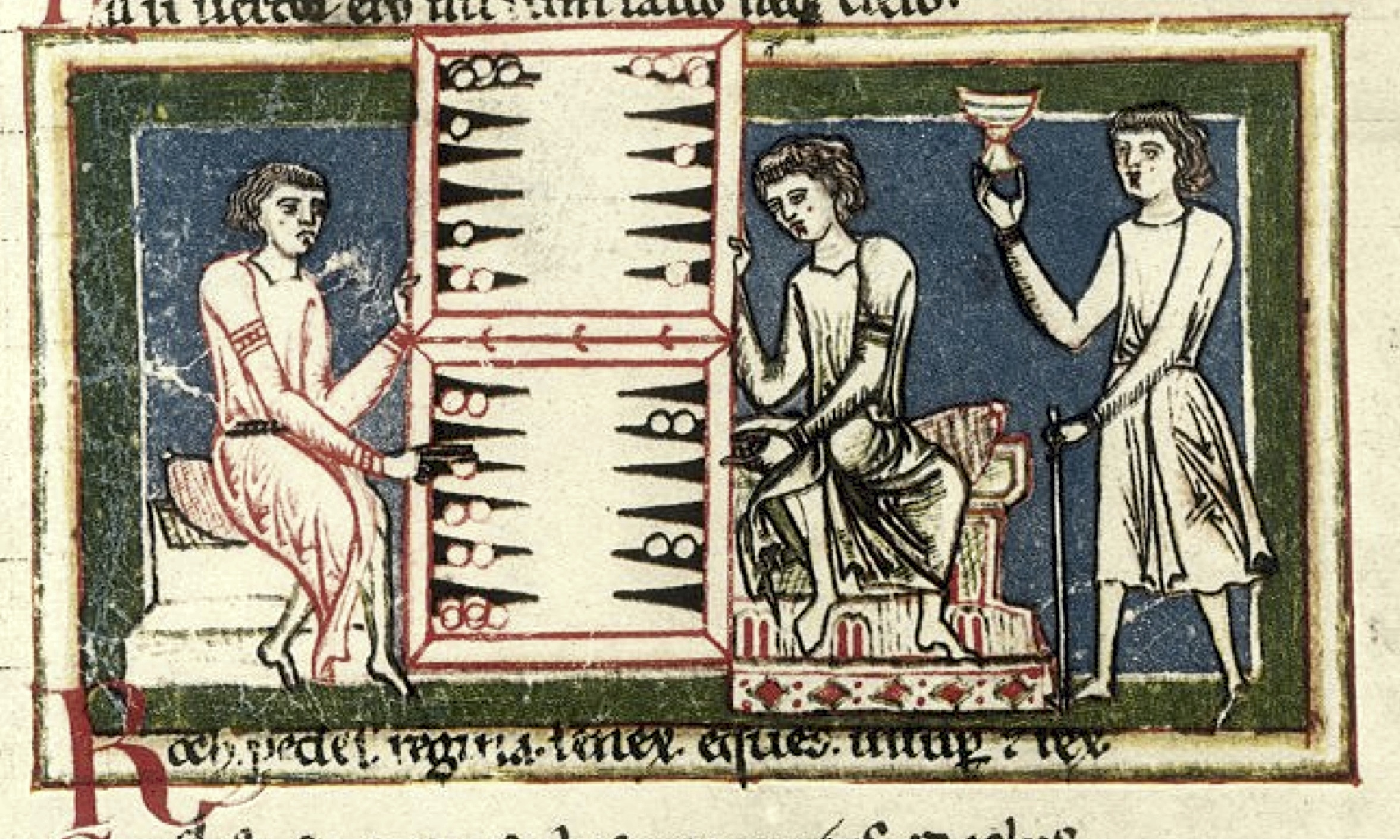
Jogadores medievais do século XIII, numa edição dos Carmina Burana

A palavra persa qafas é raiz etimológica de outras passando, por exemplo, pelo grego κάῳα (caixa), pelo latim capsus, raiz da portuguesa cabaz, que define um cesto. O termo tem no seu significado original, entre outros, "casinha do jogo do gamão".
O filósofo escocês David Hume do século XVIII declarou que toda especulação metafísica parece "fria, forçada e ridícula" se encetada após um bom jantar e uma partida de gamão.
Do mesmo período é o poeta português Nicolau Tolentino de Almeida (1740-1811); suas Obras poéticas trazem várias citações ao gamão, sendo mesmo um dos poemas intitulado "A Dois Velhos Jogando o Gamão", onde narra uma partida entre dois idosos numa botica na qual um dos jogadores, ao perder, atira o tabuleiro sobre o outro e, errando o golpe, acerta na melhor garrafa do boticário.
Prosper Mérimée (1803-1870), célebre autor de Carmen, escreveu o conto "A partida de gamão", onde mantém a sua característica de narrar a história por um personagem que é estranho aos fatos. O conto relata como, para tirar os pontos 6 e 4 que lhe dariam a vitória e o resultado de vultosa aposta, um jovem trapaceia - e as tristes consequências deste ato.
Charles Darwin, criador da teoria da evolução das espécies, tinha com a esposa Emma a tradição de jogar partidas de gamão. Em dado momento de sua velhice, Darwin brincava revelando ter ganho 2795 partidas, contra 2490 da esposa.

O príncipe Obolensky e Grace Kelly, campeonato de Monte Carlo, 1973

Quando morando na cidade mineira de Campanha, o escritor brasileiro Euclides da Cunha fez amizade com um vizinho chamado Júlio Bueno; em suas partidas Cunha não admitia a derrota e, durante uma delas em que teve todas as suas peças presas, sem poder mover-se, exigiu que as regras fossem alteradas para que ele não mais se visse naquela situação. Ante o destempero do escritor, o vizinho aquiesceu e aquele acabou vitorioso e declarando: "Você vai aprender para jogar comigo. Fique sabendo que eu sou invencível no gamão." Mais tarde Bueno publicou o relato num jornal local, e este foi usado por Dilermando de Assis como peça de defesa no seu julgamento pelo homicídio do autor de Os Sertões.
Durante o "auge do gamão" na década de 1960 diversas celebridades ostentaram o gosto pelo jogo, como Aristóteles Onassis, Hugh Hefner (que promovia torneios na sua mansão), Lucille Ball, princesa Grace Kelly de Mônaco, entre outros.
O agente do FBI, Joseph D. Pistone, que inspirou o filme Donnie Brasco, quando se infiltrou na máfia usando este pseudônimo nos anos 1970, relatou que precisou aprender a jogar gamão, pois era "uma boa maneira de entrar, de conseguir uma introdução, de provocar alguma conversa com os frequentadores regulares" de um bar que lhe seria a porta de entrada no mundo dos mafiosos da família Bonanno.
O humorista brasileiro Chico Anysio, no seu livro "A Curva do Calombo", traz uma crônica intitulada "O Jogo de Gamão", onde descreve uma mãe enciumada das filhas, exercendo-lhes o controle e todos os dias chamando-as para jogar: "Filha minha eu levo de rédea curta. No meu pasto cavalo não come. (...) Venha jogar um gamão. Não há argumento. Chamou, tem que ir." Quando a velha morre, finalmente livres das peias maternas, o gamão serve para que finalmente encontrem novos parceiros de jogo e, talvez, pretendentes.
No filme 007 contra Octopussy, de 1983, o vilão Kamal Khan perde para James Bond um Ovo Fabergé, fruto de seu roubo, numa partida de gamão.
No seriado Lost (2004-2010) o personagem John Locke joga uma partida de gamão com Walt Lloyd ao tempo em que usa o jogo como alegoria para explicar a dualidade das coisas, como as cores das peças numa analogia ao bem e o mal, por exemplo.